# Schizoprymnus urticus
Schizoprymnus urticus är en stekelart som beskrevs av Papp 1991. Schizoprymnus urticus ingår i släktet Schizoprymnus och familjen bracksteklar. Inga underarter finns listade i Catalogue of Life.